# Anton Tomaschek
Anton Tomaschek (Straßnitz, 1806 – Vienna, 15 novembre 1857) è stato un costruttore di pianoforti (fortepiani) attivo a Vienna dal 1831 al 1857.

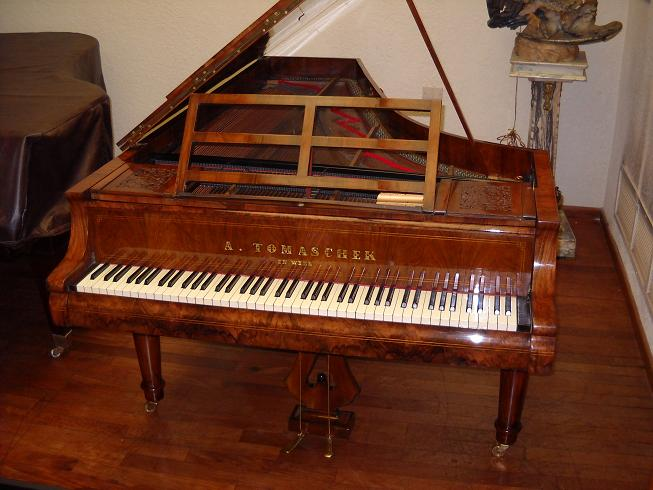
Un fortepiano di Anton Tomaschek

I suoi numerosi strumenti, ancora oggi conservati in istituzioni musicali, collezioni private e sale da concerto di tutto il mondo, sono particolarmente apprezzati per l’esecuzione storicamente informata del repertorio romantico austro-tedesco.

## Biografia

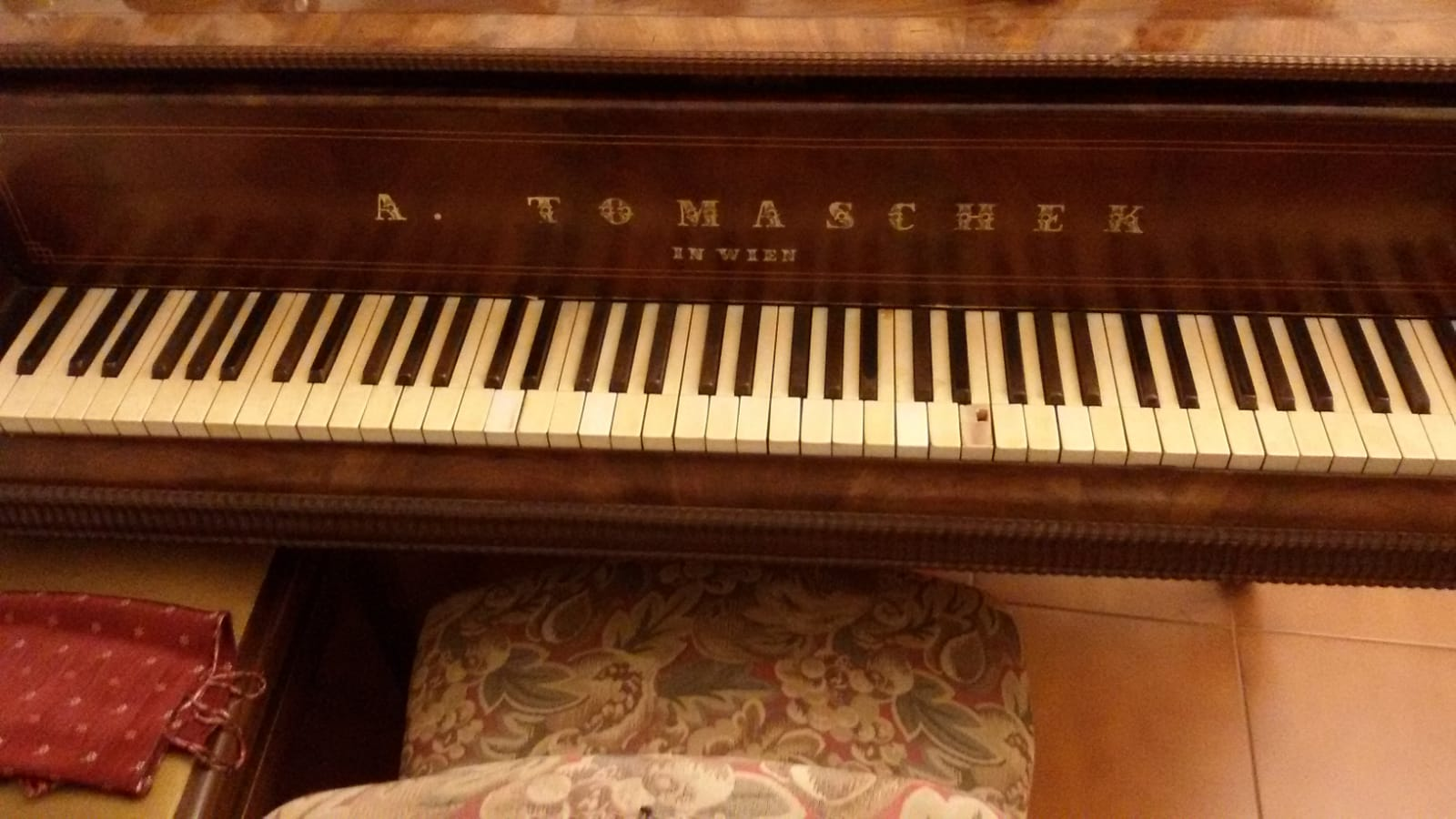
Fortepiano con la firma di Anton Tomaschek (1855)

Originario della città morava oggi chiamata Strážnice (un Anton Tomaschek suo omonimo è costruttore di strumenti a fiato attivo intorno al 1848 a Grasslitz, l’odierna Kraslice in Repubblica Ceca). Ottiene la licenza di costruttore nel 1831. Alla prima esposizione commerciale viennese del 1835, “Anton Tomaschek, costruttore di pianoforti a Vienna, Neue Wieden, Lumpertsgasse n. 827” (oggi Kettenbrückengasse) partecipa con un “pianoforte in noce con tastiera in avorio”. 
Il 14 agosto 1840 muore a 36 anni la moglie Elisabeth. La sua bottega ha sede dal 1835 al 1845 in Lumpertsgasse 827, dal 1845 al 1863 in Wieden - Heumühlgasse 920 «im eigenen Hause» (in casa di proprietà). L’Allgemeine Wiener Musik-Zeitung del 19 luglio 1845 annuncia che all’Esposizione Industriale della Monarchia Austriaca è in mostra una sua «fisarmonica-pianoforte» di nuova costruzione, molto probabilmente un armonium.
Per il suo prestigio viene nominato assieme a Friedrich Hoxa (o Hora) «Rappresentante dei costruttori cittadini autorizzati di pianoforti e organi» della città di Vienna: in questa carica, i due delegati interverranno più volte fra il 1843 e 1846 per difendere la reputazione e il buon nome dei colleghi costruttori viennesi (Johann Baptist Streicher, Seuffert, Sohn und Seidler, Sebastian Windhoser, J. Michael Schweighofer, Caspar Lorenz) contro la recrudescenza di numerosi falsi perpetrati sul territorio dell’Impero da costruttori di minore fama e di nessuno scrupolo.
Tomaschek muore "di paralisi cerebrale" il 15 novembre 1857 nella sua casa in Heumühlgasse 920. 
Nell’agosto 1858 i fratelli Anton e Christian Tomaschek si ritirano dall’attività. La fabbrica viene rilevata dal nipote Wenzel, che si premura di garantire con annunci sui giornali l’assoluta continuità del livello qualitativo fino allora espresso dal laboratorio.
Wenzel Tomaschek è associato con Wilhelm Toberer e firma i propri strumenti «Tomaschek u. Toberer in Wien». La bottega è al 746 di Heumuhlgasse. Il sodalizio termina però dopo pochi anni, intorno al 1863. Wenzel Tomaschek continuerà per conto proprio almeno fino al 1869 con laboratorio in Wienstrasse 35 e magazzino in Schulerstrasse 7 . Toberer ancora oltre, almeno fino al 1877. Membro più defilato della famiglia è Eduard Tomaschek, la cui attività è attestata con bottega propria dal 1867 al 1875.
I pianoforti di Anton Tomaschek sono ricercati e apprezzati anche in Italia, dove dalla Milano austriaca vengono commercializzati in particolare ad opera del costruttore e commerciante Antonio Vago. Antonio Barezzi, suocero di Giuseppe Verdi, attorno al 1835 dona alla figlia Margherita un fortepiano Tomaschek sul quale il giovane Verdi a Busseto si esercita spesso, vi compone nel 1844 l’opera I Due Foscari e su di esso il 21 luglio 1867 suona il Va’ pensiero per accompagnare l’agonia del suocero morente. Lo strumento è tuttora conservato nel Museo verdiano di Casa Barezzi. Nell’ottobre 1844 la corte del Granducato di Toscana noleggia per un mese un pianoforte Tomaschek in occasione della villeggiatura a Poggio a Caiano. A Firenze i fortepiani di Tomaschek sono distribuiti da Angiolo Lucherini in piazza del Granduca assieme a modelli francesi di Érard e Pleyel e ad altri costruttori viennesi come Hoxa e Simon.
Sempre nel Granducato di Toscana, gli strumenti di Anton Tomaschek vengono importati da Vienna - via mare, probabilmente imbarcati nel porto di Trieste - per poi essere venduti da Giovanni Fiori di Livorno in piazza della Maddalena.
Strumenti di Tomaschek sono attestati anche in Sicilia. La grande popolarità gli procura anche al di qua delle Alpi numerose contraffazioni da individui spregiudicati, che nel 1843 lo inducono a pubblicare a più riprese sul triestino Giornale del Lloyd Austriaco un annuncio-diffida nei confronti di un suo agente.

## Caratteristiche degli strumenti di Tomaschek

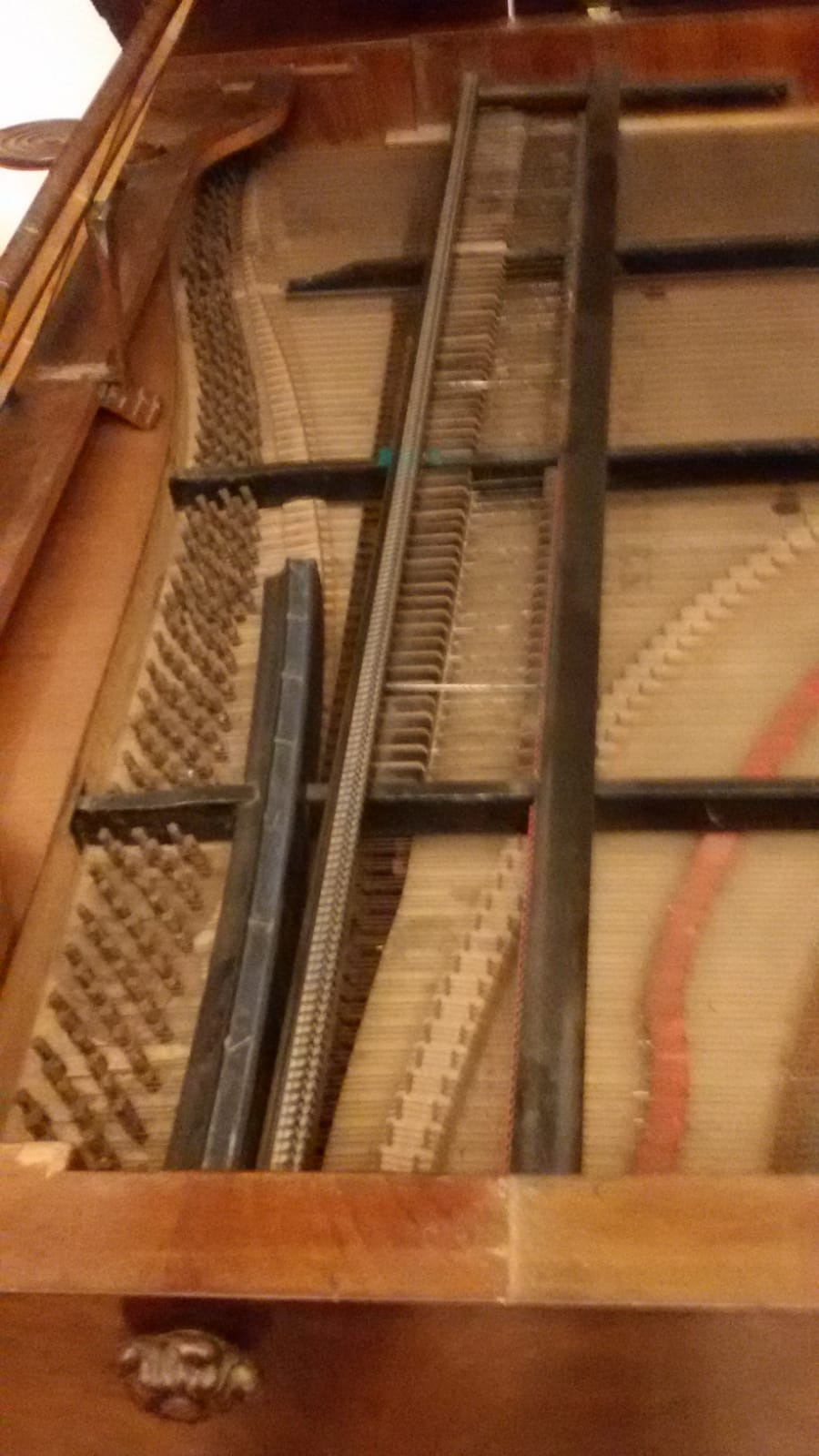
La meccanica viennese di un fortepiano Anton Tomaschek. Si notino i tre bracci metallici di rinforzo al telaio di legno.

I pianoforti di Anton Tomaschek si inseriscono nell’età aurea della scuola viennese di Johann Andreas Stein, Matthäus Andreas e Carl Stein, Anton Walter, Johann Fritz, Joseph Brodmann, Conrad Graf, Nanette Streicher e Johann Baptist Streicher. La meccanica è rigorosamente quella tradizionale viennese (Prellzungenmechanik), sensibile al tocco ed eccezionale nella duttilità delle dinamiche: Tomaschek non accoglie l’innovazione del doppio scappamento introdotta nel 1810 da Sébastien Érard (che anche Chopin non amava particolarmente).
Il periodo d’attività di Tomaschek coincide con il definitivo superamento del modello di fortepiano dell’epoca Biedermeier, ricco di pedali e registri ad effetto, per una progressiva ma inesorabile evoluzione verso il pianoforte moderno. La «lira» sotto la tastiera ospita soltanto più gli unici due pedali ormai richiesti dall’estetica romantica: l’una corda e la risonanza.
Il progressivo incremento di tensione richiesto alle corde per irrobustire la sonorità e ampliare la gamma dinamica lo induce a introdurre nel telaio barre metalliche di rinforzo: inizialmente due, poi tre negli strumenti più tardi. Il telaio resta però interamente in legno.
L’estensione passa progressivamente da 83 note (La-Sol, AAA – g’’’’) alle 85 delle sette ottave complete La-La (AAA – a’’’’). I martelli sono rivestiti in pelle e feltro ma con l’ultimo strato ancora in pelle di cervo: il che conferisce agli strumenti di Tomaschek l’inconfondibile sonorità secca e sensitiva del fortepiano viennese.

## Strumenti conservati
Non esiste un catalogo della produzione di Anton Tomaschek e nemmeno un censimento degli strumenti superstiti. Quelli di cui si è a conoscenza coprono tuttavia uno spettro della sua produzione sufficiente a documentarne l’evoluzione tecnica ed estetica.

• Collezione privata, Palazzo Garibaldi-Pallavicini, Genova (op. 1048)
- Collezione privata, Buenos Aires (op. 2.514)
- Collezione privata, Torino (op. 2.613)
- Conservatorio di Musica “G.B. Martini”, Bologna
- Cristoforium, Zagabria (ca. 1845)
- Fondazione Masiero Centanin, Arquà Petrarca, Pd (op. 1.910)
- Museo verdiano Casa Barezzi, Busseto, Pr
- Villa Vitalba Lurani Cernuschi, Almenno San Salvatore, Bg
- Villa Zileri, Monteviale, Vi
- Collezione privata, Firenze (op. 1190)